# Madriz (departement)
Madriz je jedním z 15 departementů Nikaraguy. Rozkládá se na severu země při hranici s Hondurasem. Ekonomická aktivita na tomto území je zvětšiny tvořena pěstováním kávovníku, obilnin a tropického ovoce.
Departement, který vznikl v roce 1936 oddělením od departementu Nueva Segovia, je pojmenován po bývalém prezidentu José Madrizovi (1867–1911).
Madriz je rozdělen na devět částí (Municipio):
1. Las Sabanas
2. Palacagüina
3. San José de Cusmapa
4. San Juan del Río Coco
5. San Lucas
6. Somoto
7. Telpaneca
8. Totogalpa
9. Yalagüina